# Shahrestān di Minudasht
Lo shahrestān di Minudasht (farsi شهرستان مینودشت) è uno dei 14 shahrestān della provincia del Golestan, in Iran. Il capoluogo è Minudasht. Lo shahrestān è suddiviso in una circoscrizione (bakhsh): 
- Centrale (بخش مرکزی)